# Neerbosch

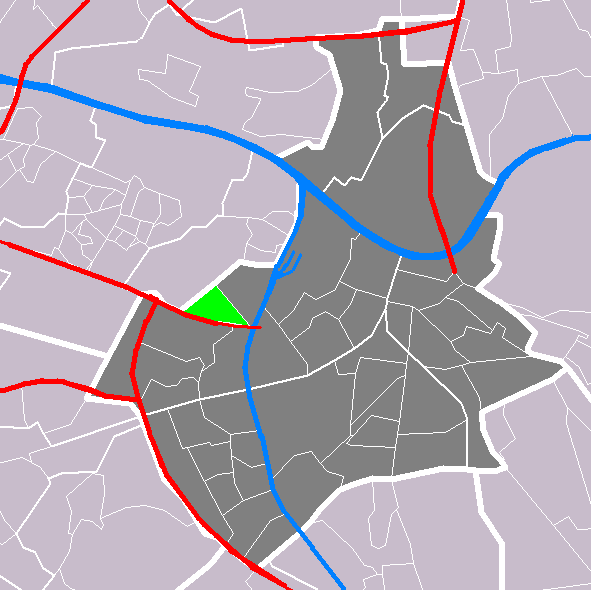
Neerbosch-West

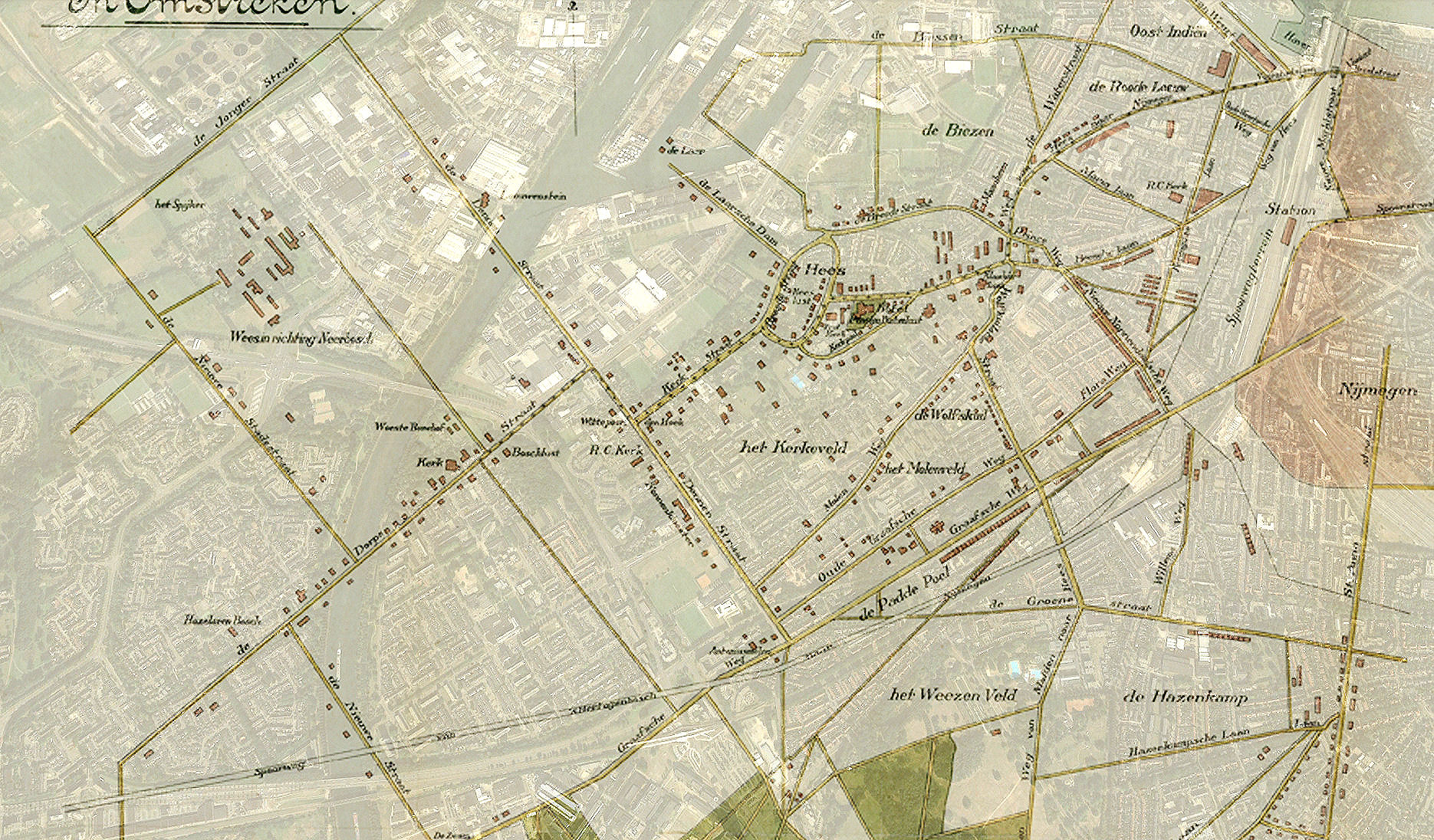
Nijmegen kaart Neerbosch en Hees projectie situatie 1906 en 2016

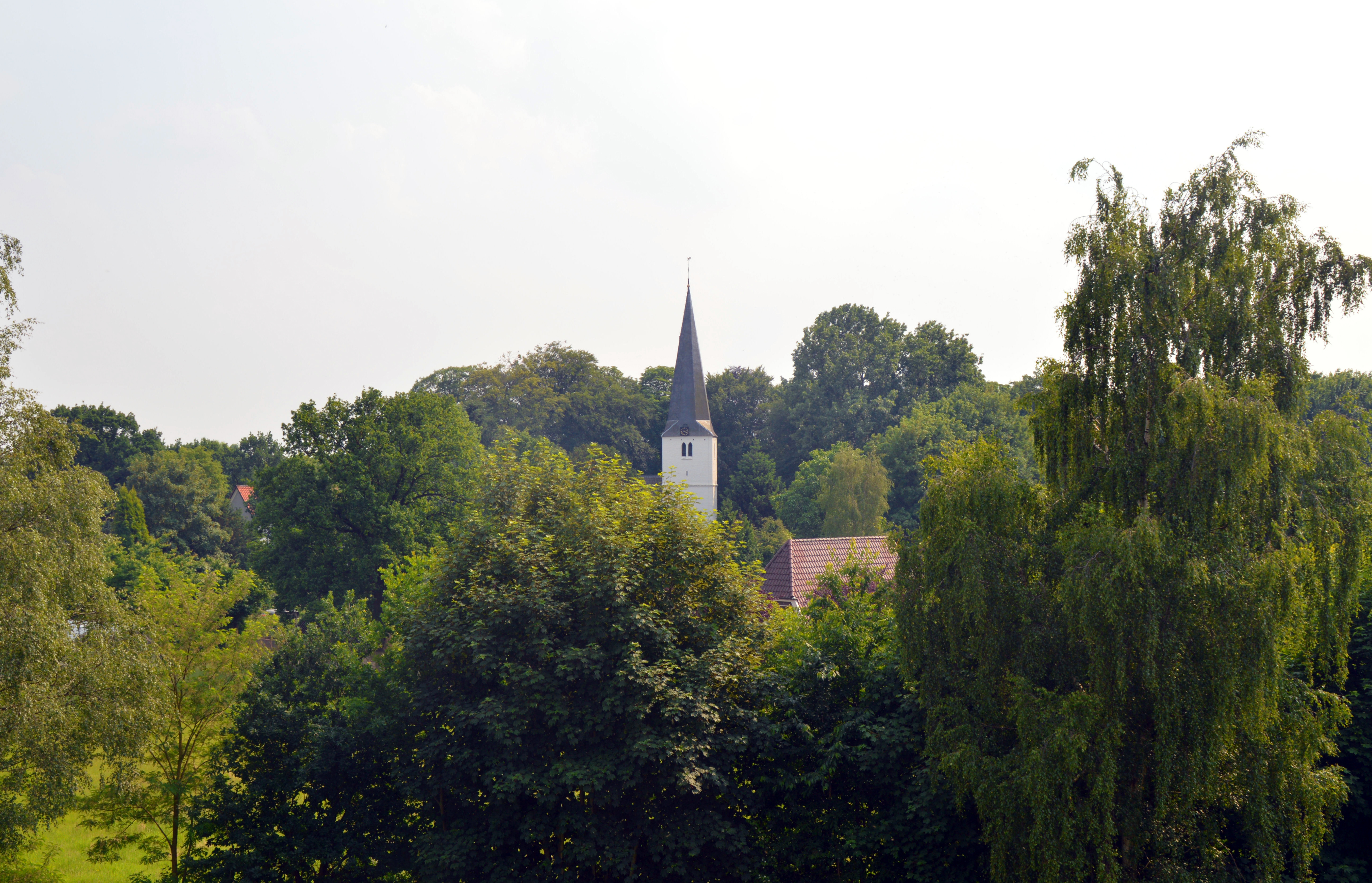
Nederlands Hervormde kerk gezien vanaf A73

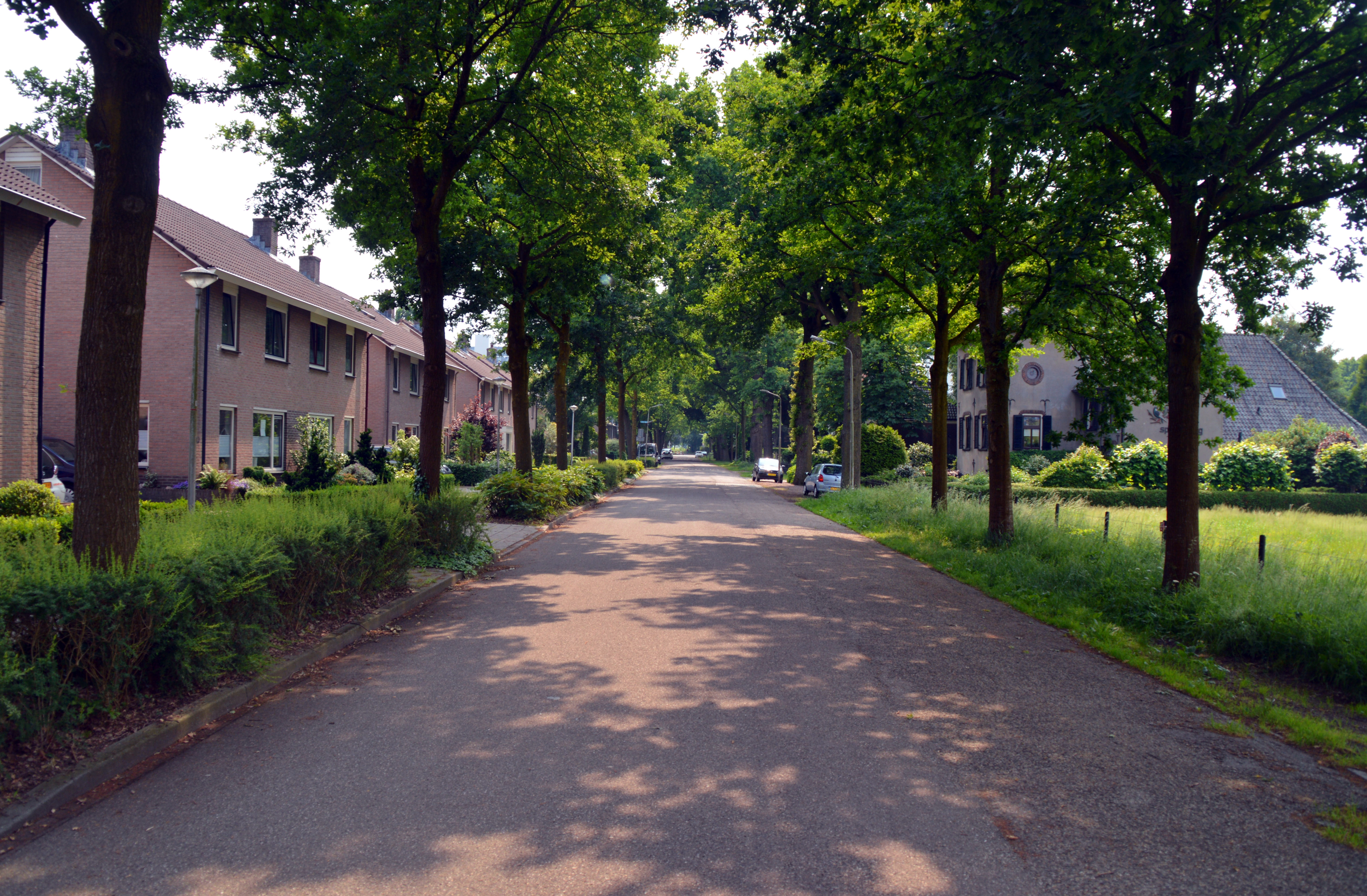
Dorpsstraat

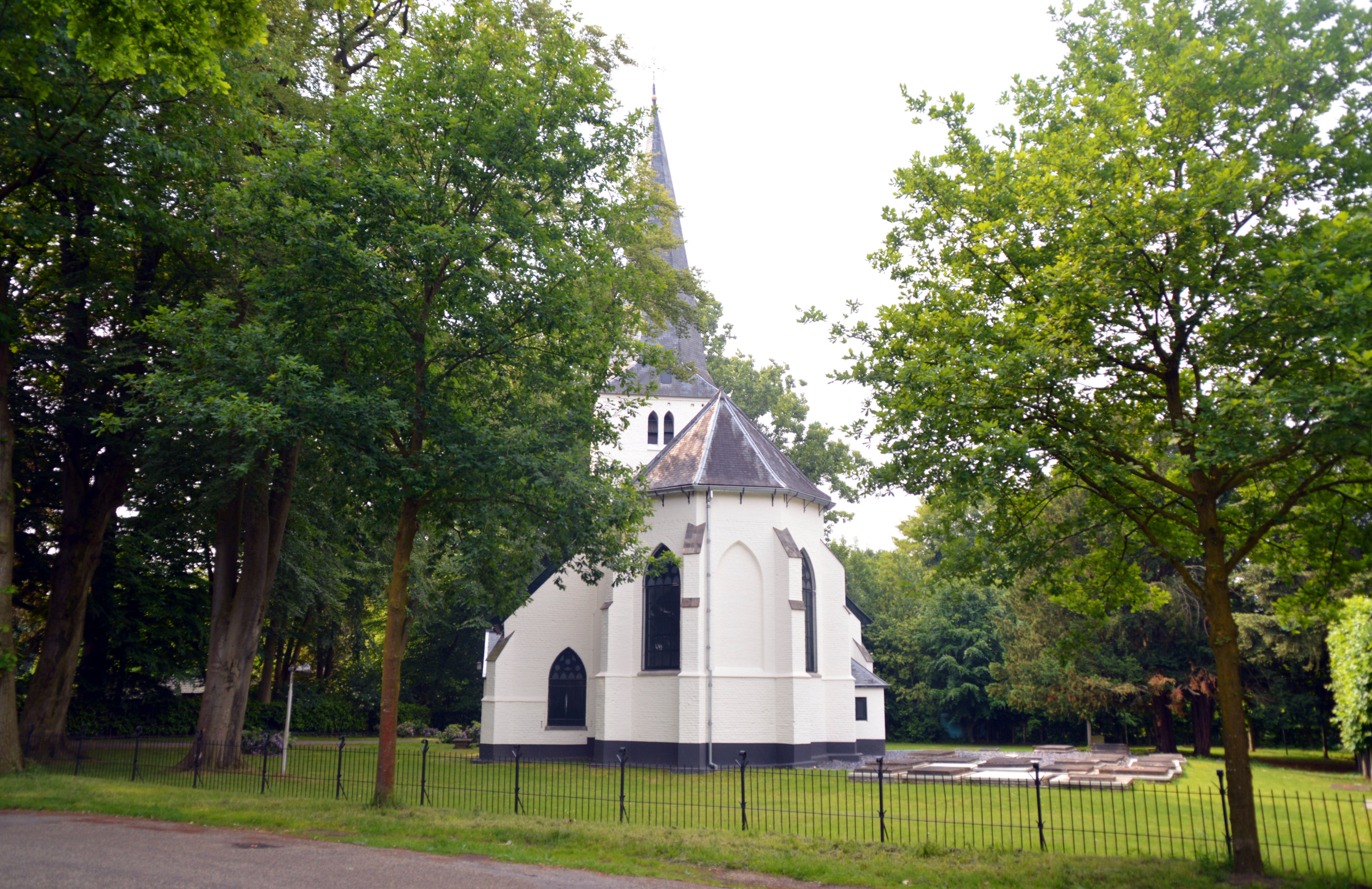
Witte kerkje van Neerbosch

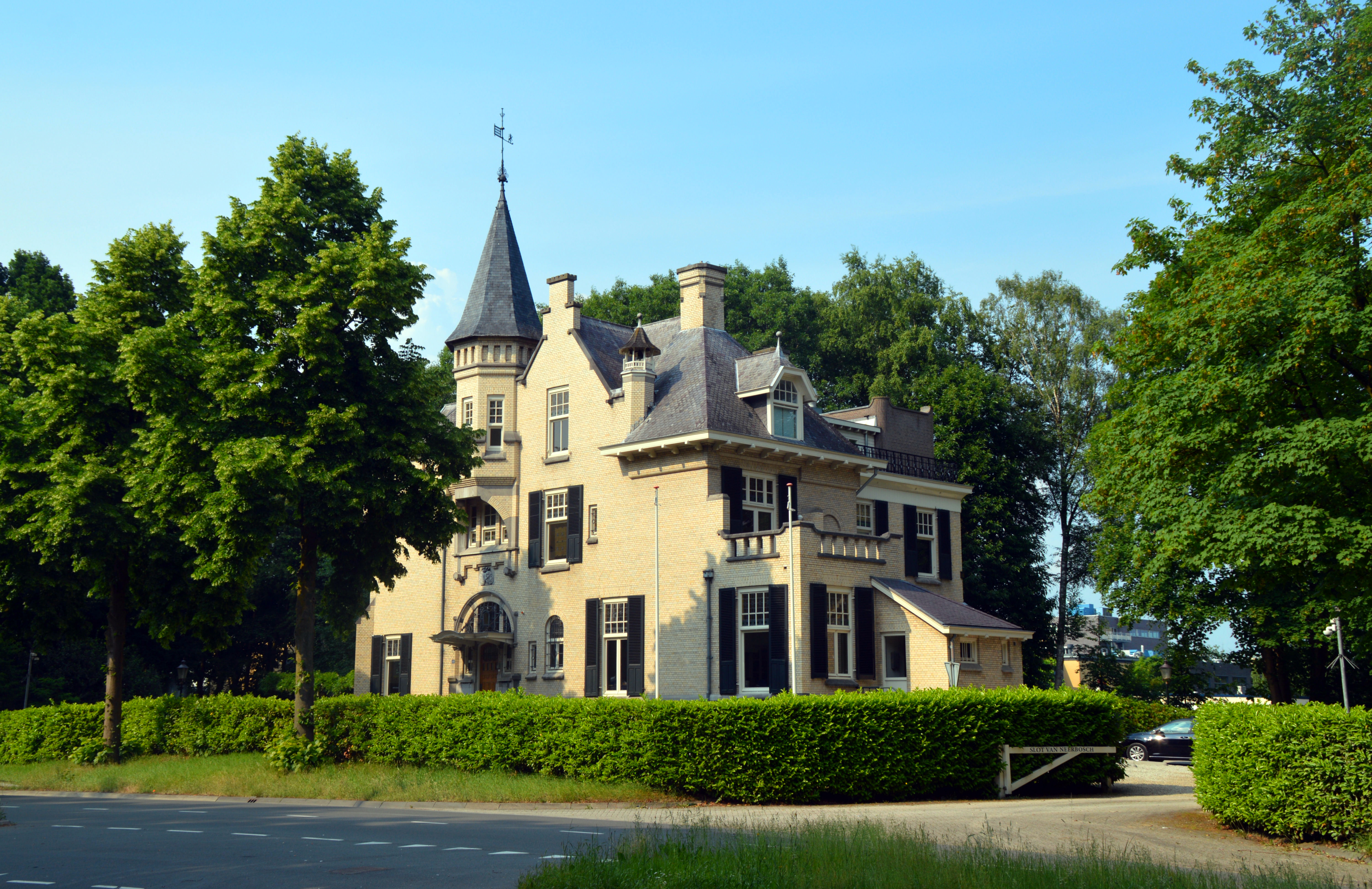
Villa 'Het Slotje'

Neerbosch is een voormalig dorp, dat sinds de 19e eeuw binnen de gemeentegrenzen van Nijmegen ligt. Neerbosch-Oost grenst aan de wijk Hees. Neerbosch-West behoort nu tot het Nijmeegse stadsdeel Lindenholt.

## Ontstaan
In de 13e eeuw is de eerste bewoning van Neerbosch ontstaan, toen de moerassen ten westen van Nijmegen werden drooggelegd. Neerbosch ontleende zijn naam aan het grote bos, het Reichswald, dat zich toentertijd uitstrekte van Kleef tot Beuningen en Ewijk. De naam 'in den Nederen Bosche' komt voor het eerst voor in 1410. Tot 1920 was Neerbosch een langgerekt dorp, sindsdien is het dorp door de aanleg van het Maas-Waalkanaal in tweeën gesneden. Volgens het minuutplan uit 1822 bestond de kadastrale gemeente Neerbosch uit de volgende secties:
- Sectie A: de Biezen
- Sectie B: Hees
- Sectie C: den Heikant
- Sectie D: het Teersche Broek
- Sectie E: Bijsterhuizen
- Sectie F: Neerbosch (hierop zijn de latere wijk Neerbosch-Oost en een deel van het stadsdeel Lindenholt gebouwd)

Sommige wijken van Nijmegen zijn naar deze secties vernoemd. Bij de wijkindeling in 1852 is het dorp Neerbosch (Wijk F) een van de drie buitenwijken. De Dennenstraat vormt de historische grens met het dorp Hees (Wijk E).
Wijk F valt tot 1916 samen met de secties C, D, E en F van de kadastrale gemeente Neerbosch. Daarna is er geen directe relatie meer met kadastrale secties: "Wijk F omvat het gedeelte der Gemeente, ingesloten door de aslijn van de Dennenstraat en van het gedeelte van den Graafschen weg, gelegen tusschen laatstgenoemde straat en de Westelijke grens der Gemeente, en de grenslijn tusschen de gemeente Nijmegen en de gemeenten Wijchen en Beuningen.": Volgens de volkstelling van 1930 telde Neerbosch 2.326 inwoners.
Tegenwoordig herinneren de namen van de wijken Neerbosch-Oost en Neerbosch-West nog aan het dorp Neerbosch. Het deel dat aan de westkant van het Maas-Waalkanaal is komen te liggen, ligt thans geheel in het stadsdeel Lindenholt en strekt zich uit in de grens met de gemeente Beuningen. Het terrein van het voormalige Kinderdorp Neerbosch beslaat het grootste gedeelte hiervan. Hier lag ook de in 1985 gesloopte loswal Neerbosch waarvoor in de plaats de Westkanaaldijk gekomen is.

## Dorpsstraat
Alhoewel een groot deel van het dorp is verdwenen dan wel opgeslokt door de uitbreiding van Nijmegen, is een oorspronkelijk deel van Neerbosch bewaard gebleven aan de Dorpsstraat, met als meest karakteristieke gebouw het in gotische stijl opgetrokken witte kerkje van Neerbosch. Dit kerkje is eind 14e eeuw gebouwd en is sindsdien nauwelijks gewijzigd. De toren is in 1438 gebouwd en het kerkje in 1456 vernieuwd. Tot de protestanten het kerkje in 1591 overnamen van de katholieken, was de kerk gewijd aan Antonius Abt. Tot medio 2011 was de kerk in gebruik als showroom voor liturgische kleding van Stadelmaier B.V., tevens functioneert de kerkklok nog steeds. Het gebouw is een rijksmonument.
Naast de kerk zijn er nog enkele gemeentemonumenten in de Dorpsstraat aanwezig, waaronder een voormalig brandspuithuisje.
Nijmegen is een van de grootste Nederlandse steden met een Dorpsstraat. De straat was oorspronkelijk veel langer, het deel dat door de aanleg van het Maas-Waalkanaal is afgesneden, heet sinds 1924 'St. Agnetenweg' en ligt in het stadsdeel Lindenholt. Hier zijn nog enkele oorspronkelijke boerderijtjes bewaard gebleven.
Ook het 'Slotje van de Baron' lag oorspronkelijk aan de Dorpsstraat. Deze karakteristieke villa, gebouwd in 1908 voor notaris Jhr. mr. E.F.M. (Eugène) van Rijckevorsel van Kessel, naar ontwerp van de Nijmeegse architect Willem Hoffmann, maakte oorspronkelijk deel uit van een landgoed, Hoogerhuizen, maar door de aanleg van de Neerbosscheweg en de wijken eromheen is van dit landgoed niet veel overgebleven. Een klein stuk bos tussen de Neerbosscheweg en de wijk Neerbosch-Oost is bewaard gebleven en staat ter plekke bekend als het Bosje van de Baron. Het kasteelachtige gebouw vormt een markant punt voor het autoverkeer, dat vanuit het westen Nijmegen binnenkomt en is een rijksmonument.

## Afbeeldingen

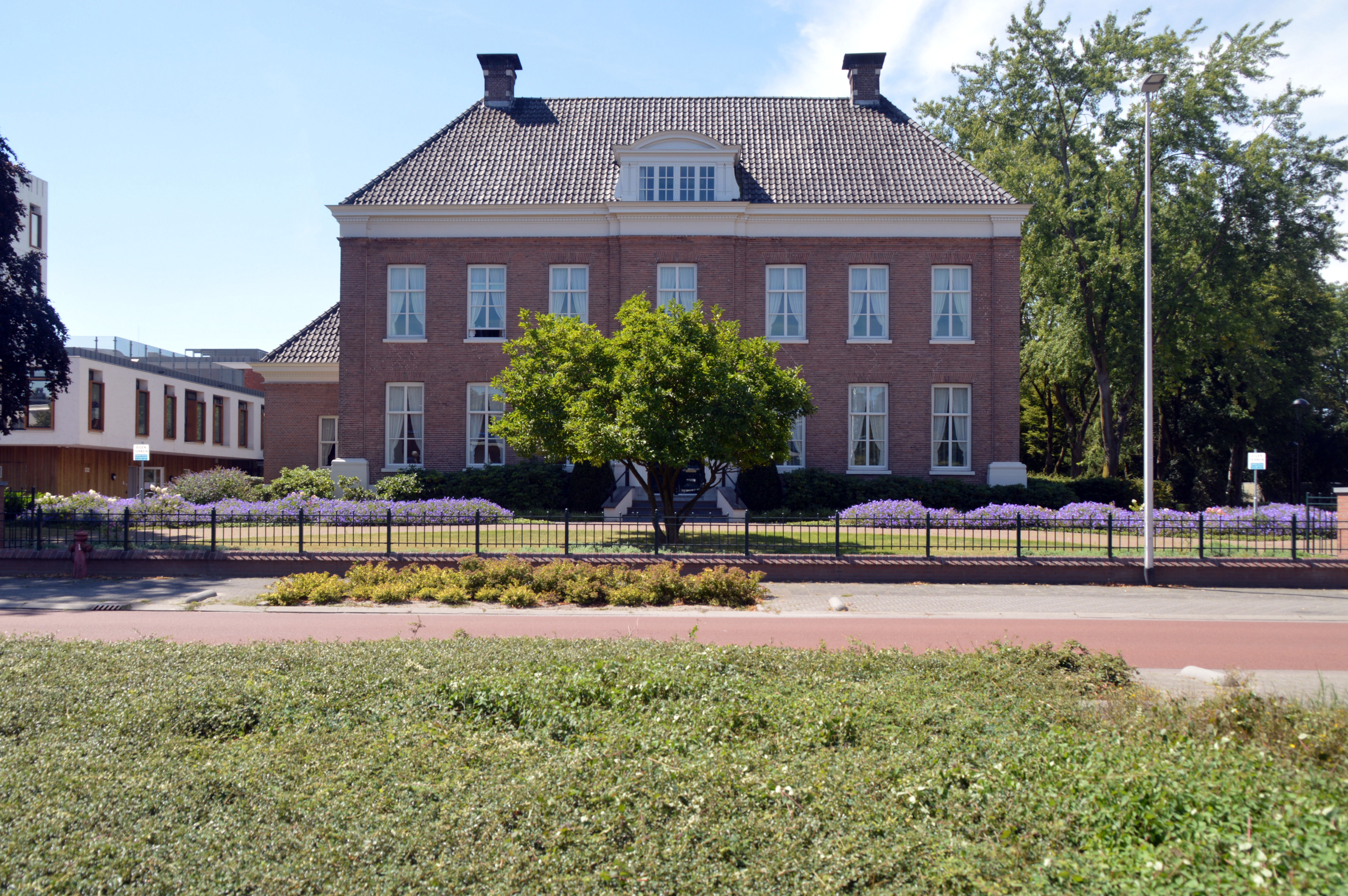
Voormalig kloostergebouw Rosastichting  (1849)
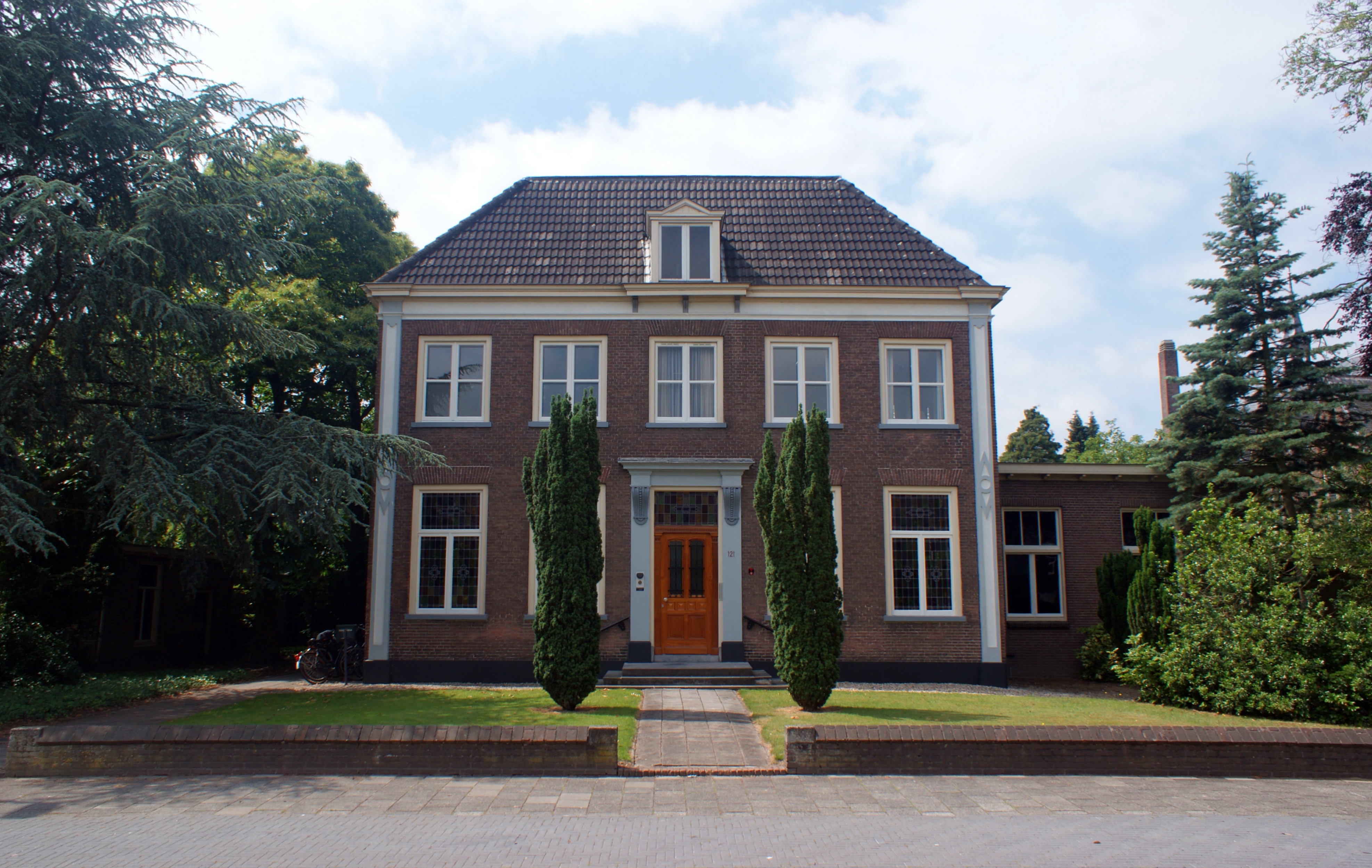
Pastorie Sint Antonius Abt (1839) Dennenstraat 121
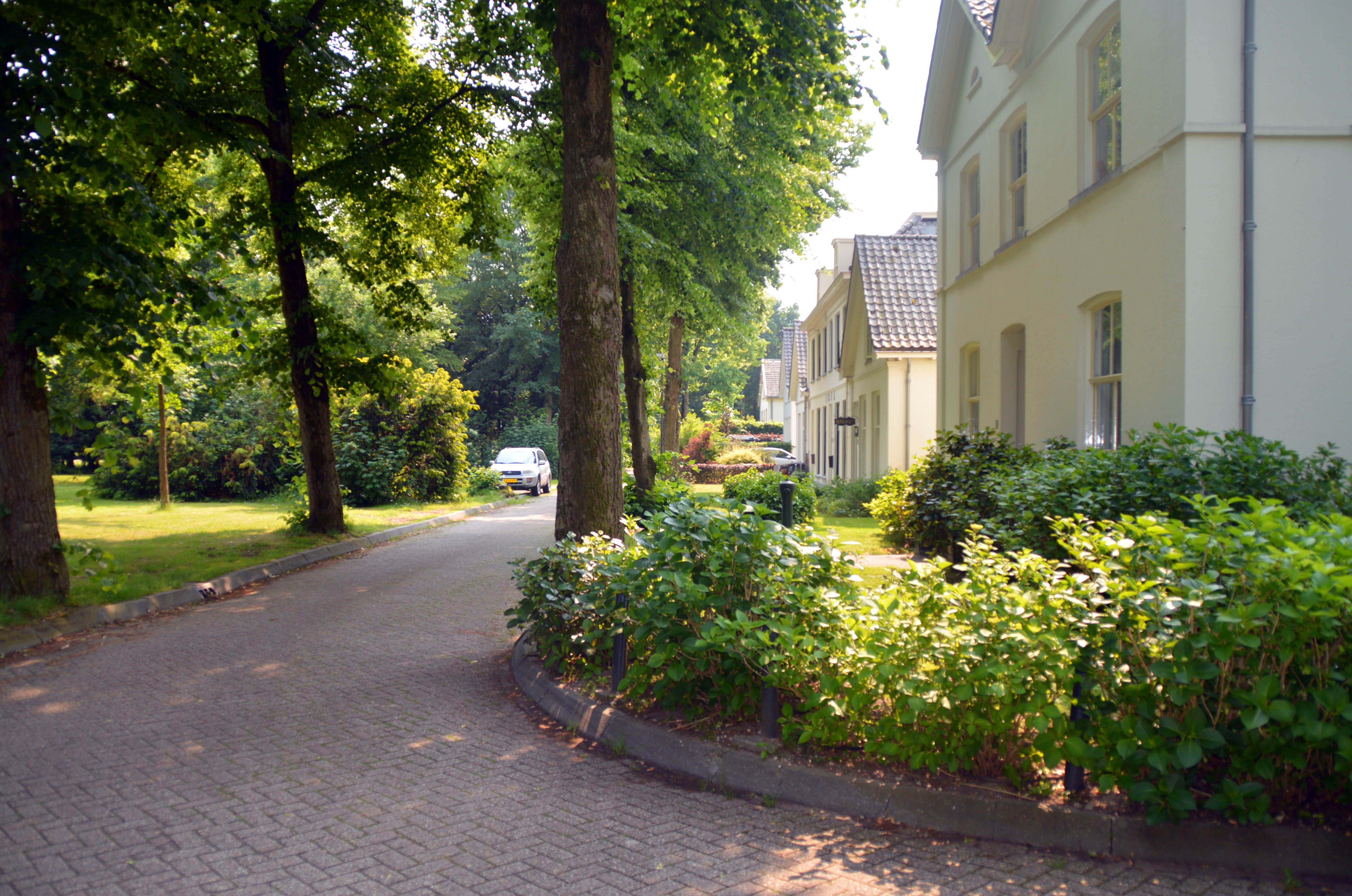
Kinderdorp Neerbosch Scherpenkampweg
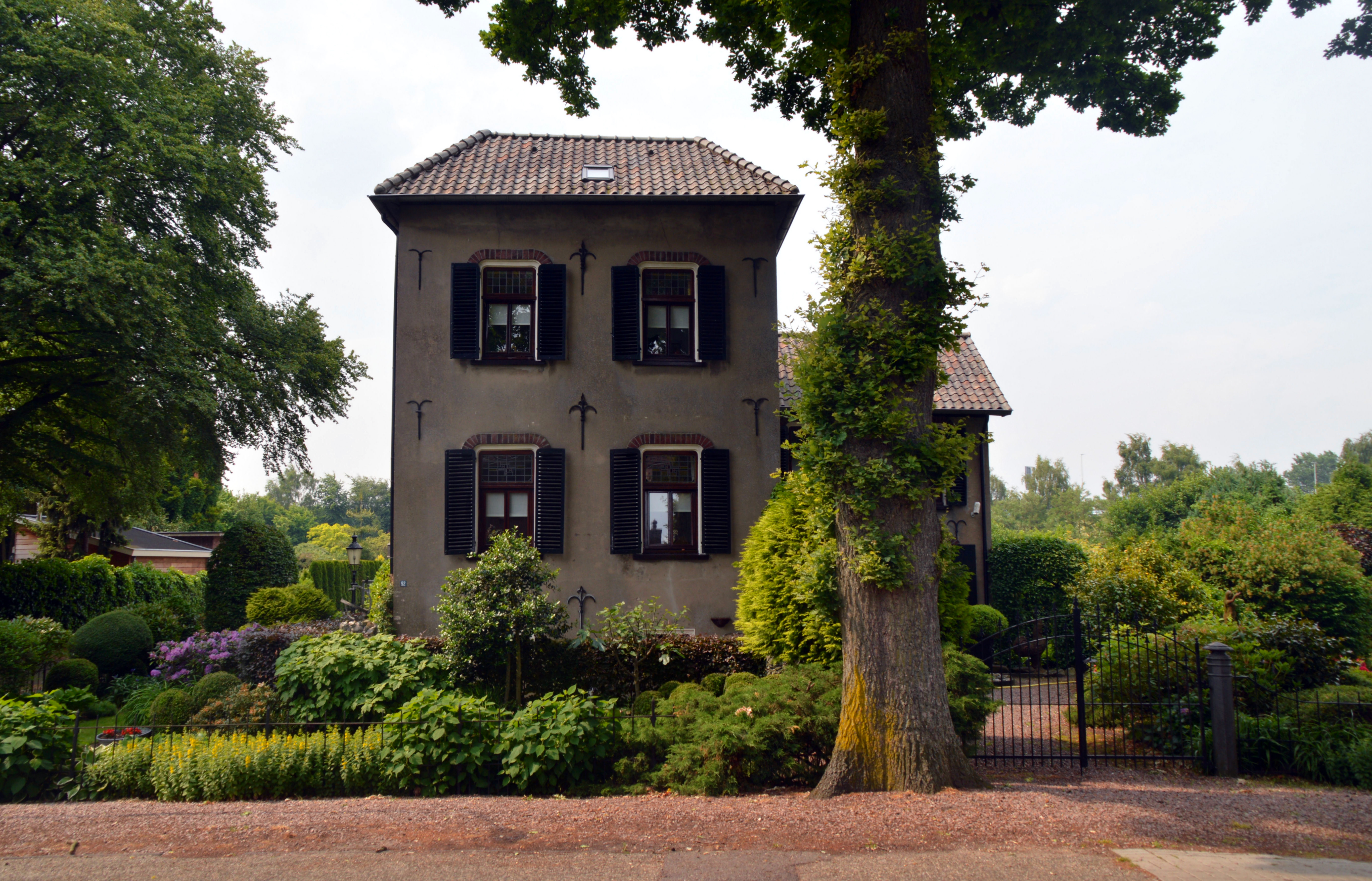
Huis Spijkerburg (De Tempel) (c. 1800) Dorpsstraat 92
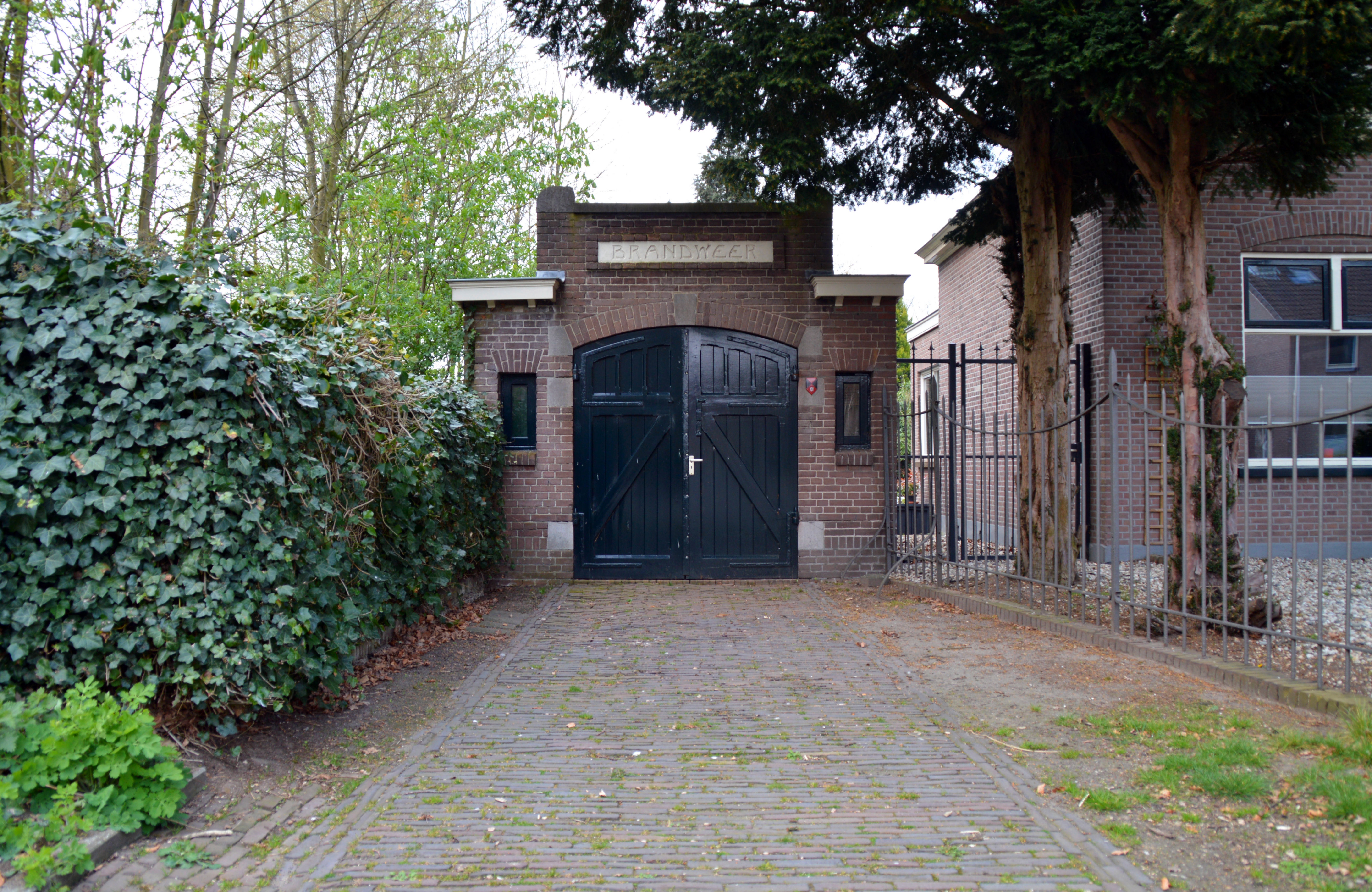
Brandspuithuisje Dorpsstraat 104
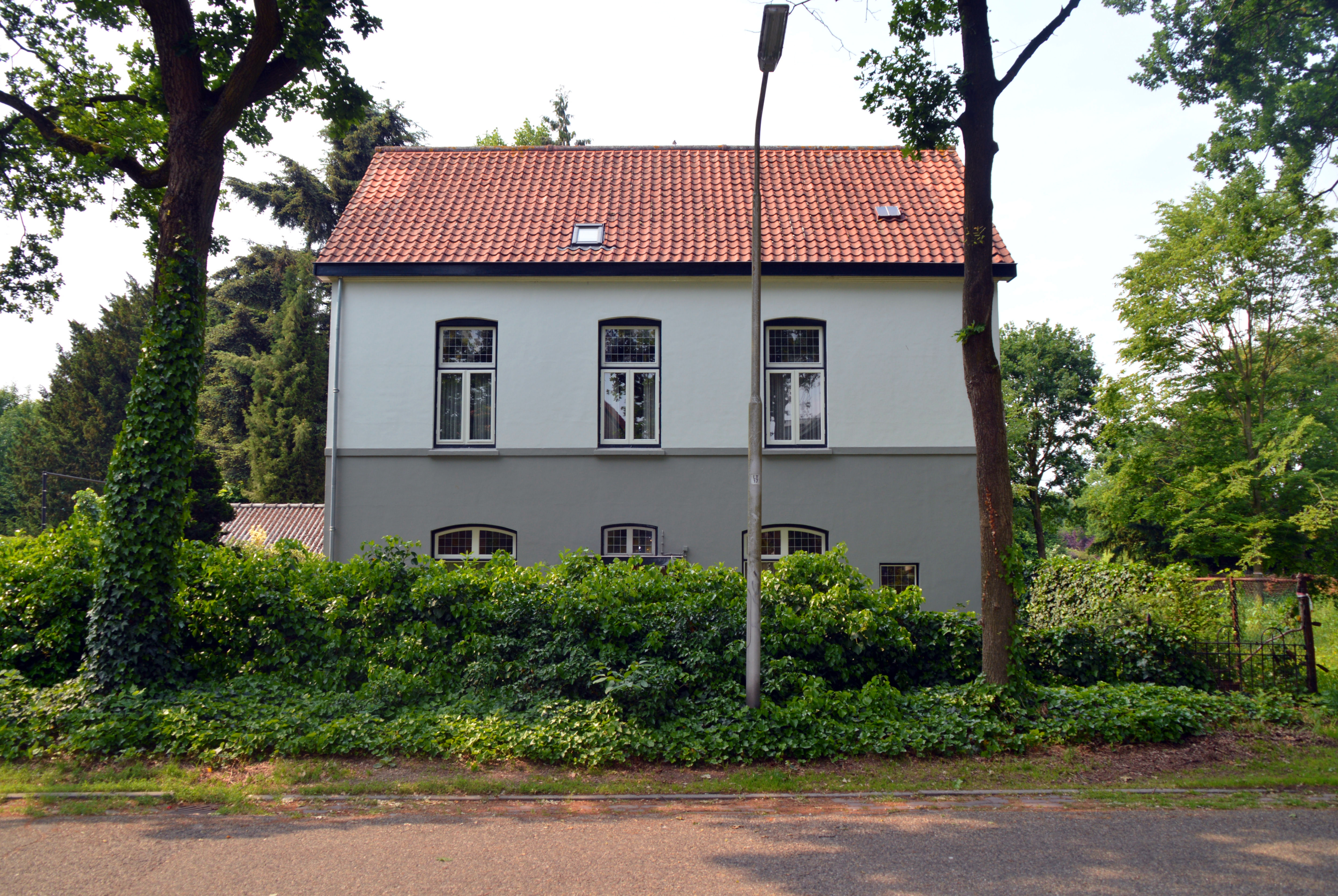
Dorpsstraat 100
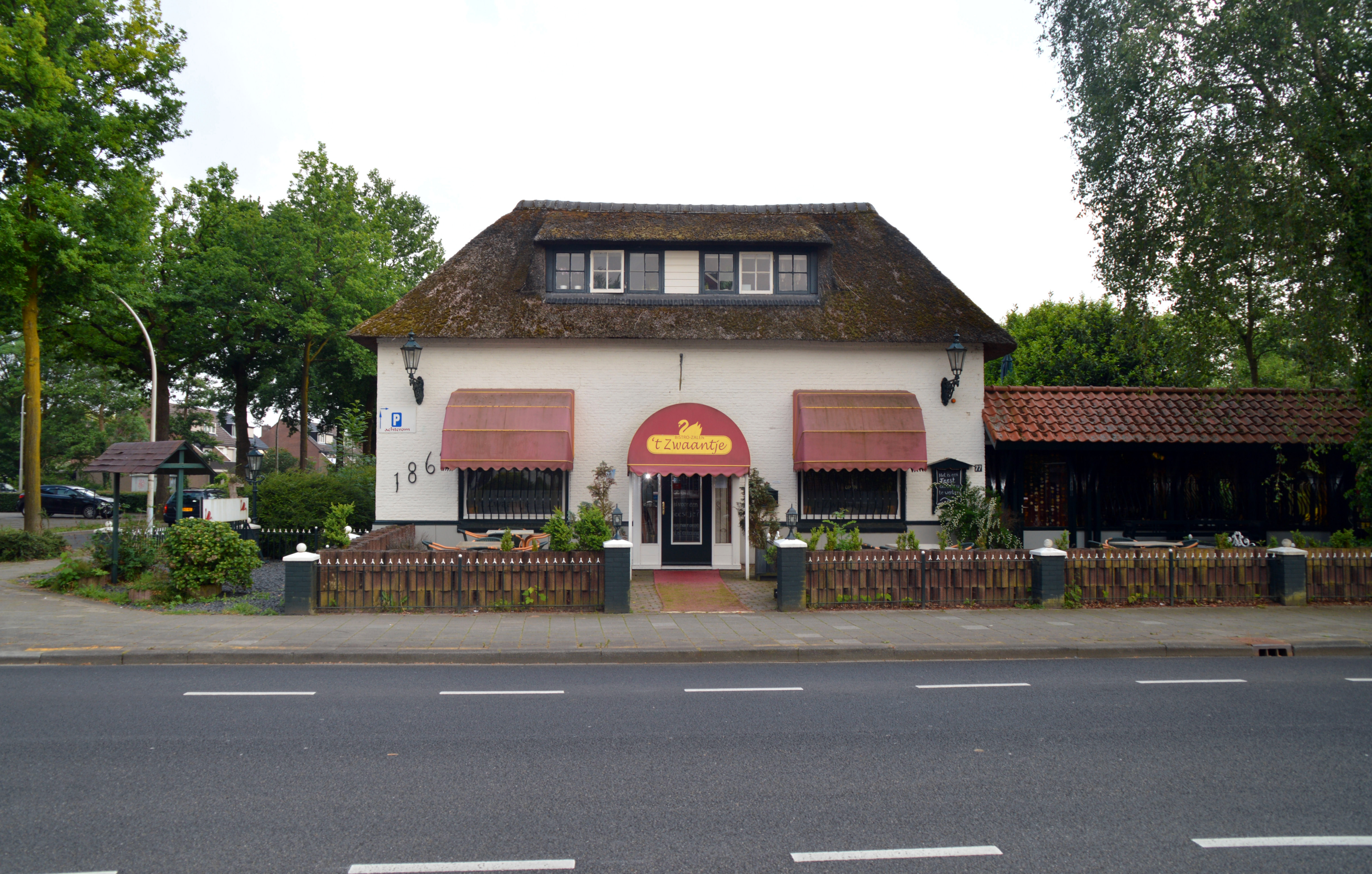
Voormalige herberg ” ’t Zwaantje” uit 1864, Sint Agnetenweg 77
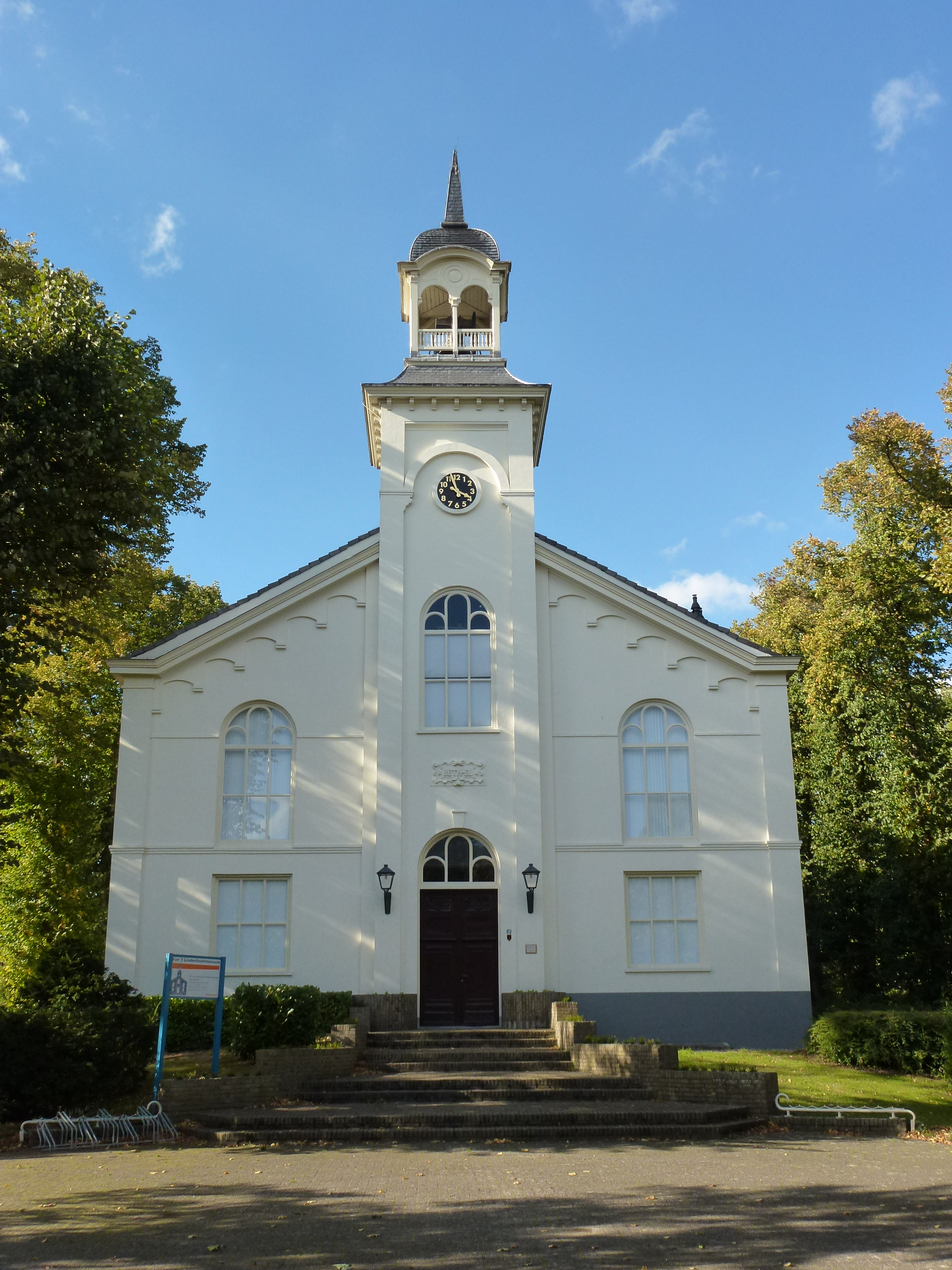
Beth-el kerkje, Kinderdorp Neerbosch
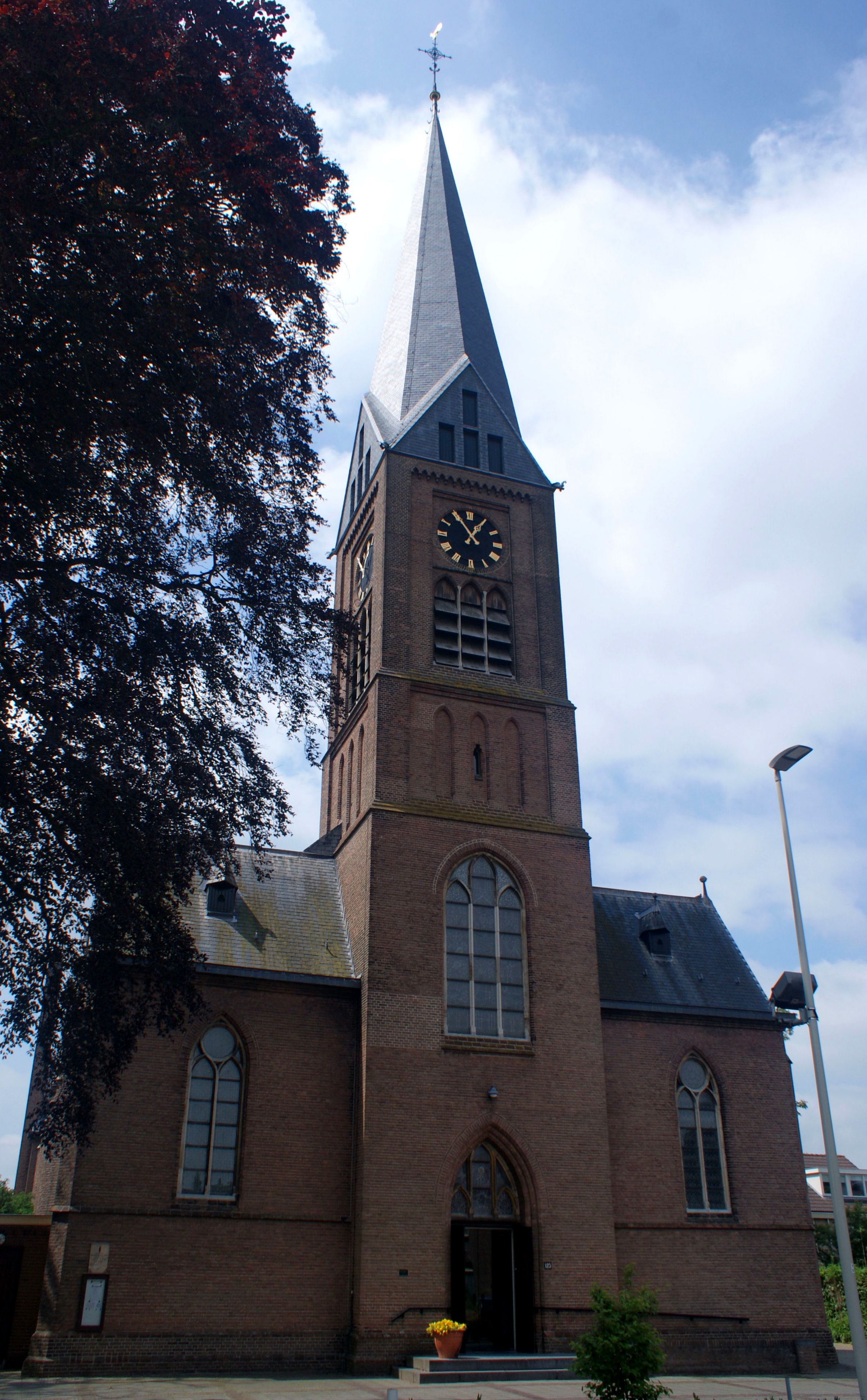
Antonius Abtkerk, 1880, Pierre Cuypers. Dennenstraat 125